# Chutorka (obwód czelabiński)
Chutorka (ros. Хуторка) – wieś (sieło) w Rosji, w obwodzie czelabińskim, w rejonie uwielskim. W 2010 liczyła 774 mieszkańców.